# Eutreta caliptera
Eutreta caliptera es una especie de insecto del género Eutreta de la familia Tephritidae del orden Diptera.

Se encuentra en el este de Norteamérica, hasta Dakota del sur. Forma agallas en varias Asteraceae, incluyendo Ambrosia, Bidens, Chrysanthemum, Helianthus y Veronia.

## Historia
Thomas Say la describió científicamente por primera vez en el año 1830.